# 혜순옹주묘
혜순옹주묘는 대한민국 경기도 양평군 옥천면 신복리 산 293-1에 있다. 2005년 12월 29일 양평군의 향토유적 제38호로 지정되었다.

## 개요
부군인 김인경과 합장묘로서 높이 180㎝, 전체 둘레 18.8m로서 높이 70㎝의 호석이 원형으로 돌려졌으며 용미, 활개를 갖추고 있다. 묘 중앙의 묘비는 월두형(月頭形)으로 비좌 비신을 갖추고 있는데, 비신은 전면(前面)에 '통헌대부광천위금공지묘 혜순용주부좌(通憲大夫光川尉金公之墓 惠順翁主부左)'라 음각되어 있다. 석물로는 1단의 계체석 아래 중앙에 상석, 향로석, 장명등이 있고, 좌우에는 망주석, 문인상이 각 1쌍씩 배치되어 있다. 혜순옹주는 조선 제11대 왕인 중종과 그의 후궁 경빈박씨(敬嬪朴氏)의 소생으로 김헌윤의 아들 김인경(金仁慶)에게 출가하였다.

## 같이 보기
- 혜순옹주